# 格杰伯蒂讷格勒姆
格杰伯蒂讷格勒姆，是印度安得拉邦维济亚讷格勒姆县的一个城镇。总人口5282（2001年）。

## 人口
该地2001年总人口5282人，其中男性2554人，女性2728人；0—6岁人口567人，其中男276人，女291人；识字率59.83%，其中男性为67.19%，女性为52.93%。